# Obergerlafingen
Obergerlafingen est une commune suisse du canton de Soleure, située dans le district de Wasseramt.

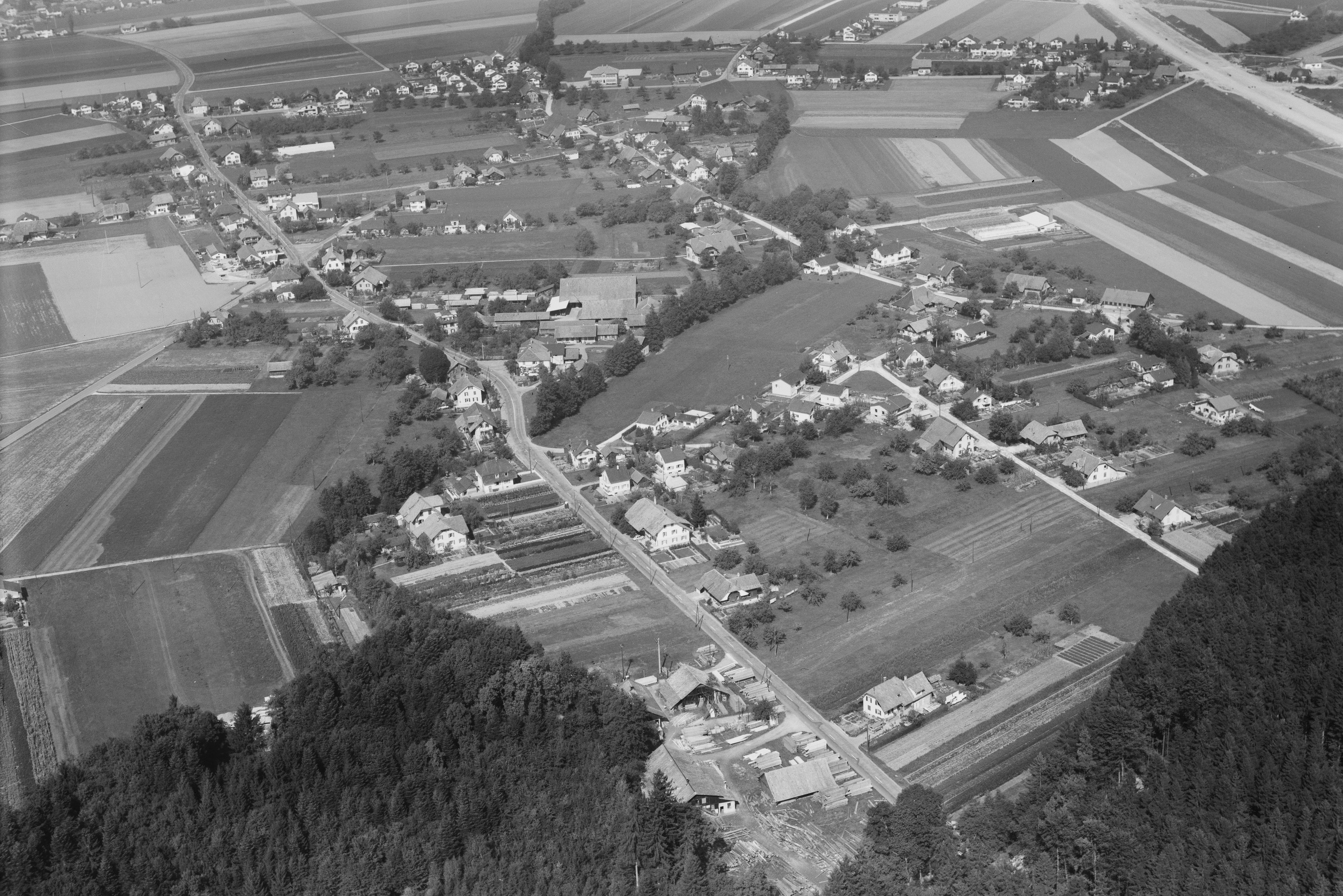
Vue aérienne (1964)